# Un héros ordinaire (film, 2018)
Pour les articles homonymes, voir Un héros ordinaire.
Pour plus de détails, voir Fiche technique et Distribution.
Un héros ordinaire (The Public) est un film américain réalisé par Emilio Estevez, sorti en 2018.

## Synopsis
Après l'arrivée soudaine d'une vague de froid, la bibliothèque publique de Cincinnati devient un refuge pour de nombreuses personnes démunies ou sans-abri, menés par un certain Jackson. Cela n'est pas sans poser quelques petits problèmes de cohabitation au sein de l'établissement d'autant plus que les SDF refusent fermement de quitter les lieux. Rapidement, leur sit-in devient un acte de désobéissance qui déclenche l'arrivée de la police antiémeute qui souhaite les expulser de ce centre de loisirs...

## Fiche technique
Sauf indication contraire, les informations mentionnées dans cette section peuvent être confirmées par la base de données cinématographiques IMDb,  présente dans la section « Liens externes ».
- Titre original : The Public
- Titre français : Un héros ordinaire
- Réalisation et scénario : Emilio Estevez
- Décors : David J. Bomba
- Costumes : Christopher Lawrence
- Photographie : Juan Miguel Azpiroz
- Montage : Richard Chew et Yang Hua Hu
- Musique : Tyler Bates et Joanne Higginbottom
- Production : Emilio Estevez, Alex Lebovici, Lisa Niedenthal et Steve Ponce

Producteurs délégués : Michael Bien, Ray Bouderau, Trevor Drinkwater, Brent Guttman, Richard Hull, Tyler W. Konney et Jeffrey Pollack
Coproductrices : Taylor Estevez et Kristen Schlotman
- Sociétés de production : Hammerstone Studios et Cedarvale Pictures
- Société de distribution :
- Budget :
- Pays d'origine :  États-Unis
- Langue originale : anglais
- Format : couleur
- Genre : drame
- Durée : 122 minutes
- Dates de sortie[1] :
  -  États-Unis : 
    - 31 janvier 2018 (festival international du film de Santa Barbara)
    - 5 avril 2019 (sortie nationale)

  -  France : 17 février 2022 (DVD)

## Distribution

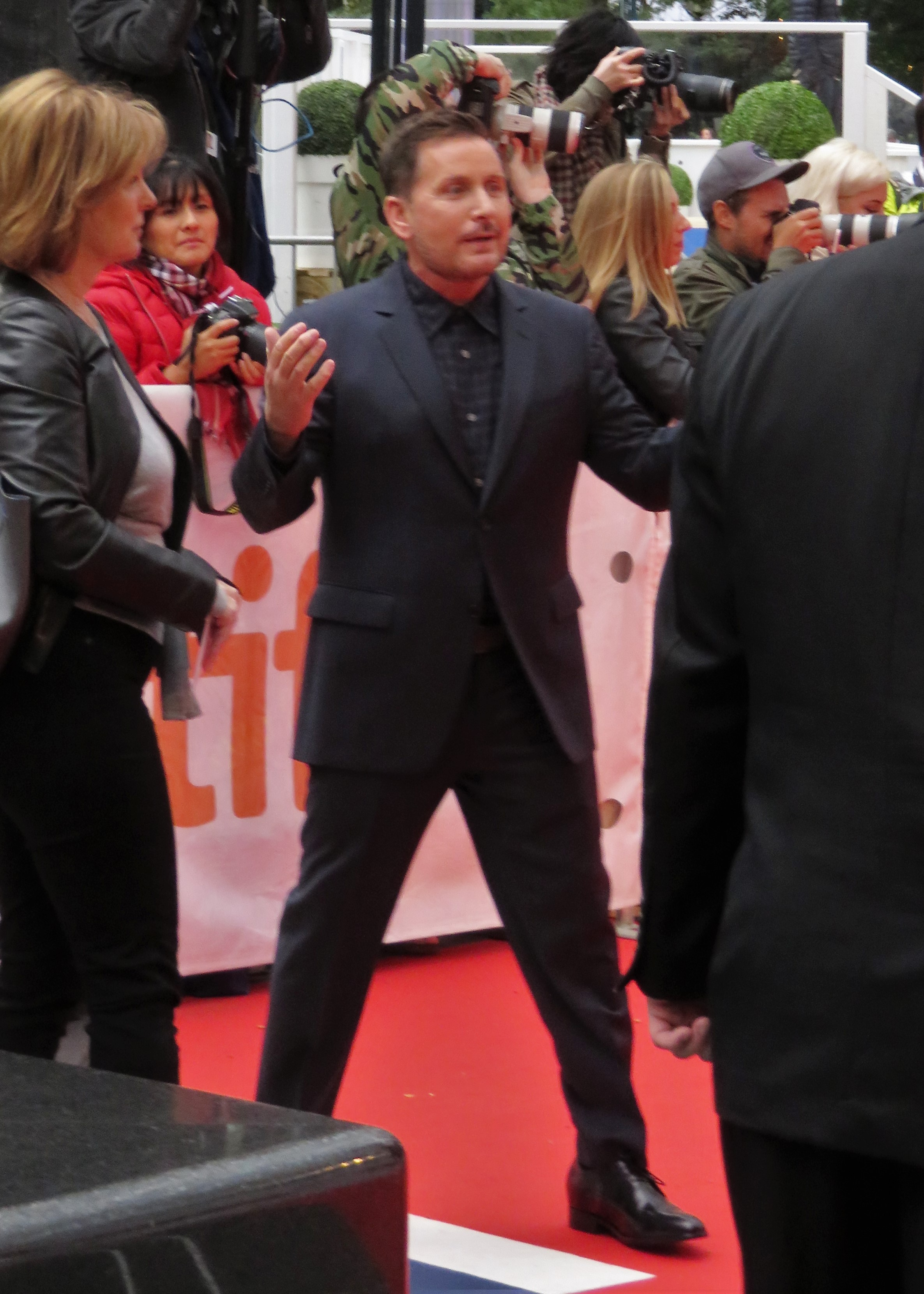
Le scénariste/réalisateur/acteur Emilio Estevez, pour la première du film au TIFF 2018.

- Alec Baldwin : inspecteur Bill Ramstead
- Emilio Estevez : Stuart Goodson
- Jena Malone : Myra
- Taylor Schilling : Angela
- Christian Slater : Josh Davis
- Gabrielle Union : Rebecca Parks
- Jacob Vargas : Ernesto
- Michael K. Williams : Jackson
- Jeffrey Wright : M. Anderson
- Richard T. Jones : Chef Edwards
- Rhymefest : Big George
- Bryant Bentley : Cactus Ray
- Ki Hong Lee : Chip
- Michael Douglas Hall : Smutts

## Production

### Distribution des rôles
En décembre 2016, il est annoncé qu'Alec Baldwin, Jena Malone, Taylor Schilling et Rhymefest rejoignent la distribution du film d'Emilio Estevez, qui joue également dans le film. Quelques jours plus tard, Gabrielle Union obtient elle aussi un rôle. En janvier 2017, la présence de Christian Slater, Jeffrey Wright et Michael K. Williams est officialisée.

### Tournage
Le tournage débute en janvier à Cincinnati dans l'Ohio. Il a lieu notamment dans la bibliothèque publique Public Library of Cincinnati and Hamilton County.